# Ібрагім Діакі
Ібрагім Діакі (фр. Ibrahim Diaky, нар. 24 травня 1982, Абіджан) — еміратський футболіст івуарійського походження, захисник клубу «Аль-Айн».
Виступав також за «Есперанс» та «Аль-Джазіру», 2001 року провів одну гру за національну збірну Кот-д'Івуару.

## Клубна кар'єра
У дорослому футболі дебютував 2000 року на батьківщині виступами за команду клубу «АСЕК Мімозас», в якій провів два сезони. 
Своєю грою за цю команду привернув увагу представників тренерського штабу туніського клубу «Есперанс», до складу якого приєднався 2002 року. Відіграв за команду зі столиці Тунісу наступні три сезони своєї ігрової кар'єри.
2005 року уклав контракт з еміратським клубом «Аль-Джазіра», після чого був відданий на сезон в оренду до іншої еміратської команди, «Аль-Айн». Після повернення з оренди на довгі роки став гравцем основного складу «Аль-Джазіри», у складі якої виборов низку трофеїв.
До складу клубу «Аль-Айн» приєднався на умовах повноцінного контракту 2013 року. В сезоні 2017/18 став співавтором «золотого дубля» — його команда виграла чемпіонат ОАЕ і Кубок Президента. Як діючий чемпіон ОАЕ «Аль-Айн» на правах команди-господаря став учасником Клубного чемпіонату світу 2018, де неочікувано подолав усі етапи змагання і вийшов до фіналу, де, утім, не зміг нав'язати боротьбу представнику Європи, мадридському «Реалу».

## Виступи за збірну
2001 року провів одну гру у складі національної збірної Кот-д'Івуару.

## Титули і досягнення
- Чемпіон ОАЕ (3):

«Аль-Джазіра»: 2010-2011
«Аль-Айн»: 2014-2015, 2017-2018
- Володар Кубка Ліги ОАЕ (1):

«Аль-Джазіра»: 2009-2010
- Володар Кубка Президента ОАЕ (4):

«Аль-Джазіра»: 2010-2011, 2011-2012
«Аль-Айн»: 2013-2014, 2017-2018
- Володар Суперкубка ОАЕ (1):

«Аль-Айн»: 2015
- Клубний чемпіон Перської затоки (1):

«Аль-Джазіра»: 2007